# Дехканов, Мирзахмад
Мирзахмад Дехканов — советский хозяйственный деятель, Герой Социалистического Труда.

## Биография
Дехканов Мирзахмад — председатель колхоза имени Энгельса Ленинградского района Ферганской области Узбекской ССР.
Родился в 1926 году в селе Тукайтепа Ферганского округа Узбекской ССР, ныне Учкуприкского района Ферганской области Узбекистана. Узбек.
После окончания в 1943 году школы стал работать секретарём Тукайтепинского кишлачного Совета Молотовского района Ферганской области, затем, окончив курсы бухгалтеров, — бухгалтером местного колхоза, председателем кишлачного Совета.
В 1950—1955 годах занимал пост заведующего районным отделом сельского хозяйства, заведующего райотделом хлопководства Молотовского района. За успехи, достигнутые сельхозтружениками района, получил первую награду — медаль «За трудовое отличие».
В 1955 году избран председателем колхоза имени Энгельса Молотовского (с 1957 года — Ленинградского) района Ферганской области. Став опытным оргнанизатором колхозного производства, руководил колхозом до конца своей жизни и внёс большой вклад в развитие сельского хозяйства в своём районе. Под его руководством хозяйство неоднократно добивалось высоких урожаев хлопка, другой сельскохозяйственной продукции, за что председатель был награждён четырьмя орденами. Особо выдающихся результатов колхоз имени Энгельса достиг в 1980 году.
Указом Президиума Верховного Совета СССР от 26 февраля 1981 года за выдающиеся успехи, достигнутые в производстве и продаже государству в 1980 году рекордного количества — 6 миллионов 237 тысяч тонн хлопка, и перевыполнение планов десятой пятилетки в целом по заготовкам хлопка, зерна и других сельскохозяйственных продуктов Дехканову Мирзахмаду присвоено звание Героя Социалистического Труда с вручением ордена Ленина и золотой медали «Серп и Молот».
Член КПСС, избирался членом Ферганского обкома и Ленинградского райкома Компартии Узбекистана. Депутат Верховного Совета Узбекской ССР 7—8-го (1967—1975) и 10-го (с 1980) созывов.
Жил в Ленинградском (с 1992 года — Учкуприкском) районе Ферганской области. Умер 17 июля 1982 года.
Награждён 4 орденами Ленина (11.01.1957; 01.03.1965; 10.12.1973; 26.02.1981), орденом Октябрьской Революции (08.04.1971), медалями, в том числе «За трудовое отличие» (16.01.1950).
Заслуженный хлопкороб Узбекской ССР
Умер в Ленинградском районе в 1982 году.